# The Lion's Den (film fra 1919)
The Lion's Den er en amerikansk stumfilm fra 1919 af George D. Baker.

## Medvirkende
- Bert Lytell
- Alice Lake som Dorothy Stedman
- Joseph Kilgour som Grocer Stedman
- Edward Connelly som Grocer Jarvis
- Augustus Phillips som Mr. Jones